# Rudi Holdhaus

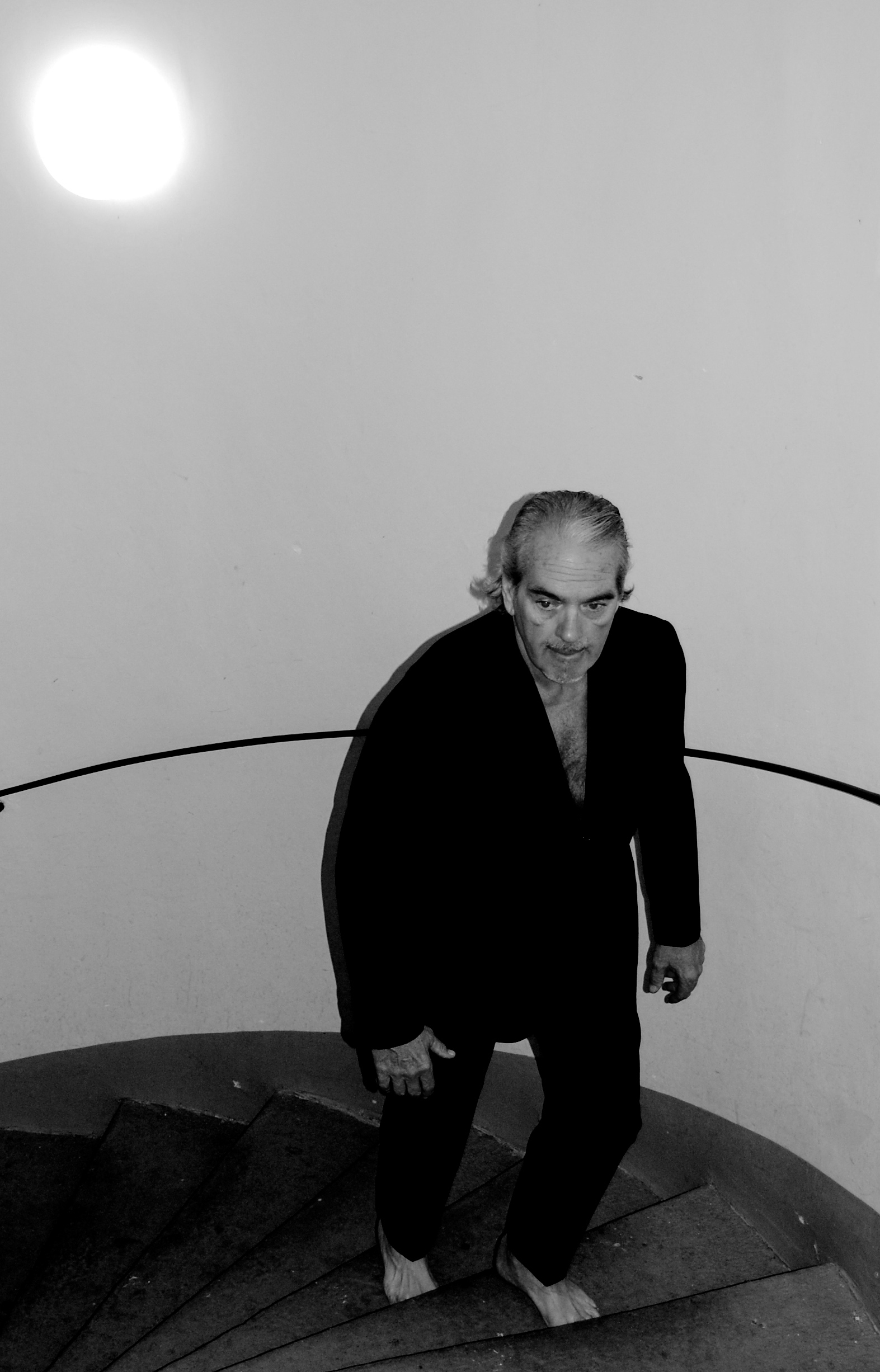
Rudi Holdhaus, 2014

Rudi Holdhaus (* 10. Juli 1950 in Wien) ist ein österreichischer Maler und Künstler.

## Leben

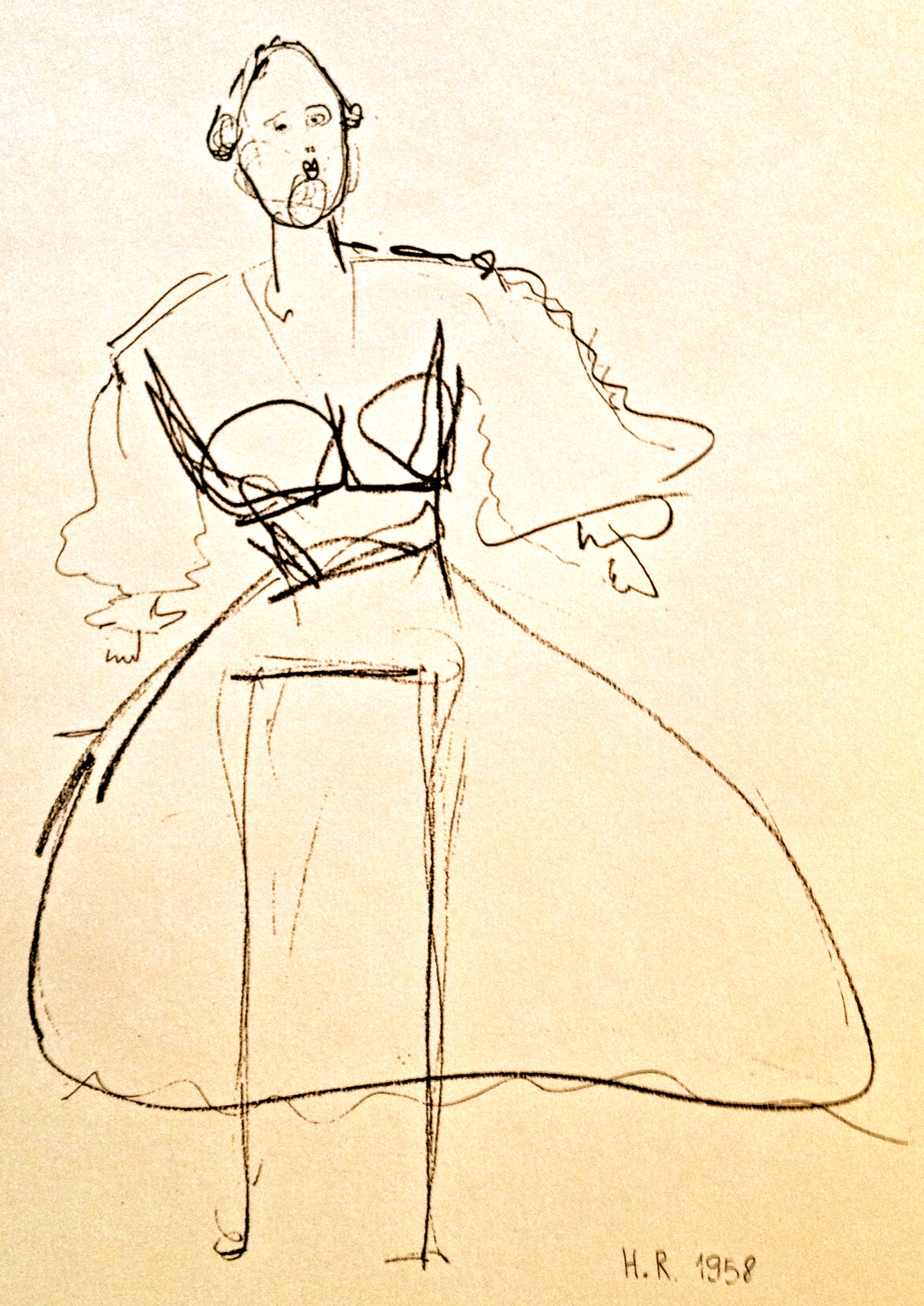
„Meine Lehrerin“ (1958)

Gemeinsam mit seinem Vater baute Holdhaus in jungen Jahren ein Uhren- und Schmuckgeschäft in Wien auf. Im Jahr 1967 schloss er die Goldschmiedlehre ab.
Bereits als Kind entdeckte er seine Leidenschaft zum Malen. Seine Zeichnung „Meine Lehrerin“ (1958) erweckte erstmals Aufmerksamkeit auf sein künstlerisches Talent. Im Jahr 1962 erhielt er den 1. Preis beim Zeichenwettbewerb aller Wiener allgemeinbildenden höheren Schulen mit dem Bild „Der Dirigent“.

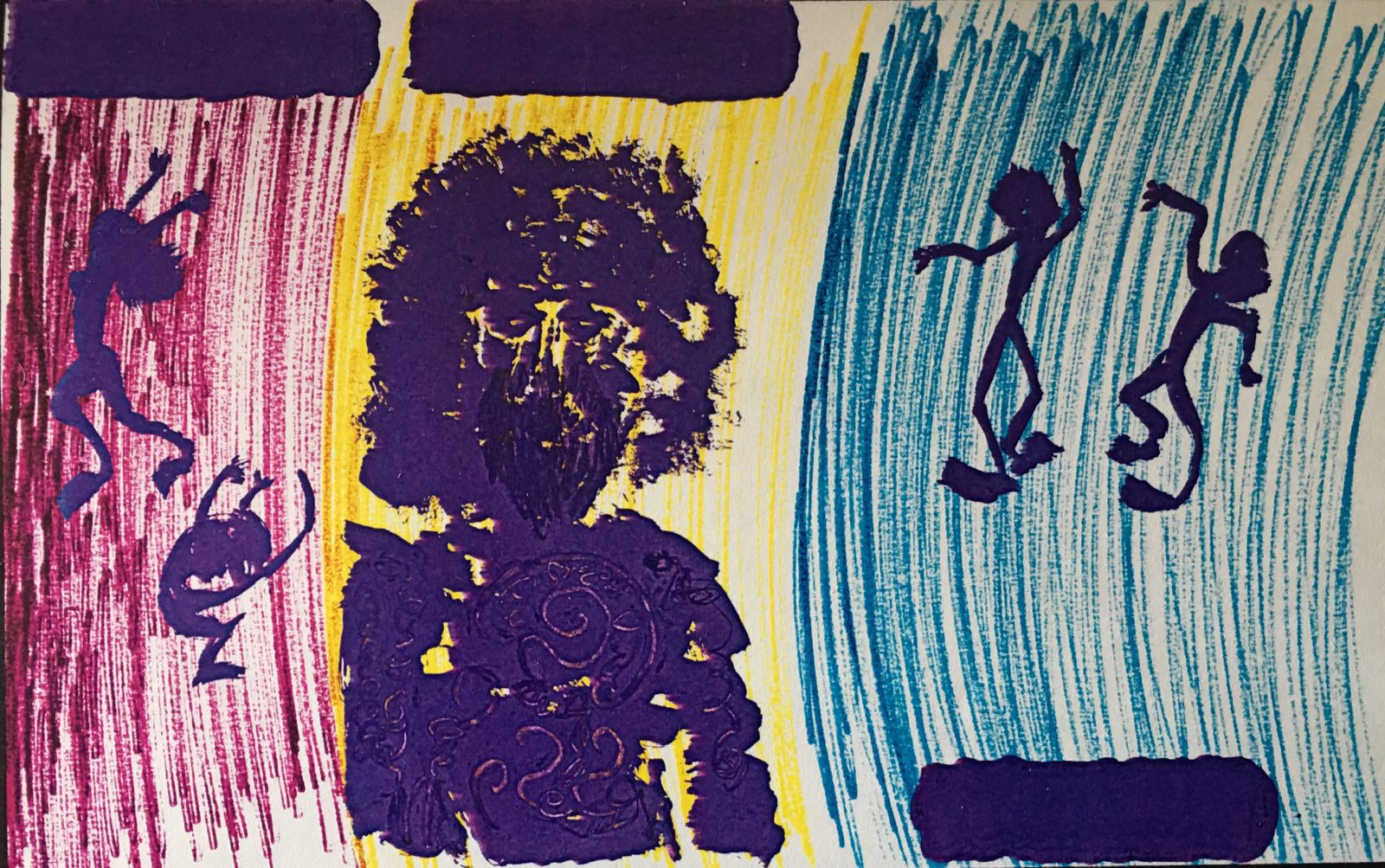
„Wiener Jazz-Lokal“ (1965)

Im Jahr 1965 gestaltete er das Plakat für ein Wiener Jazz-Lokal, wo er auch im Rahmen einer Ausstellung als 15-Jähriger zum ersten Mal seine Bilder einer breiten Öffentlichkeit präsentierte.
Der „art brut“ Maler entwickelte als Autodidakt mit Schichtentechnik und der Verbindung von den an sich widersprüchlichen Stilrichtungen „abstrakt“ und „figurativ“ einen sehr persönlichen Stil.
Seine Zyklen und Kunstaktionen thematisieren Gleichgültigkeit, maßlose politische Gebots- und Verbotskultur, Ohnmacht, Unterwürfigkeit, Gehorsam, Eitelkeit, Habgier, Kleinlichkeit, Verlogenheit, der Grausamkeit des Menschen an sich. Er bedient sich dabei Metaphern, oft ins Kindliche abstrahierend, um den Betrachter „ohne erhobenen Zeigefinger mit den Themen zu konfrontieren“, wie Rudi Holdhaus mit seinem Zitat „Kunst ist die humanste ART aufzuzeigen“ immer wieder betont.
Im Jahr 1979 brachte er mit seiner Ausstellung „Am Ringelspiel der Erde“ seine positiv-kritische Auseinandersetzung mit Gesellschaft, Religion und dem Umfeld der Wirklichkeit zum Ausdruck. Im Jahr 1986 nahm er am Kunstprojekt „Das offene Auge“ im Rahmen der Wiener Festwochen teil.
Er präsentiert seine Werke meist in selbstkonzipierten „Gesamtkunstevents“. Die Lokalitäten seiner Ausstellungen sind keine Galerien oder typischen Ausstellungsräume, sondern Orte wie Baustellen, Fabrikhallen, leerstehende und prominente Gebäude wie das Wiener Lusthaus, das Palais Ferstel oder das Grand Palais in Paris, wo er im Jahr 1989 anlässlich der Mac 2000, als einziger Nicht-Franzose zum Thema 200 Jahre französische Revolution eingeladen wurde seinen Zyklus „Frische Früchte“ zu präsentieren. Kulturminister Jack Lang eröffnete die Ausstellung.
Am 9/11 präsentierte er in der Galerie Walsch in Wien seinen Zyklus „Flower Power III“ in dem er mit jedem Bild auf die vielen unbemerkten Kriegsschauplätze weltweit aufmerksam machte.
Der Mensch und sein Umfeld stehen im Mittelpunkt seiner künstlerischen Arbeit. 1993 eröffnete George Tabori die Ausstellung „Grenzenlos“ in der Remise im zweiten Wiener Gemeindebezirk mit einer eigens komponierten Welthymne. Bei einer Benefizauktion 1995 stellte Holdhaus mit seinem Zyklus „Una Domenica Lunghissima“ den Umgang der Gesellschaft mit Menschen mit Behinderung im Mittelpunkt. Für die „Aktion Mensch“ – (Schirmherrin Fürstin Therese Schwarzenberg eröffnete die Vernissage) spendete er neun Bilder aus diesem Zyklus.
In sein Werksspektrum fallen neben der Bildmalerei auch Kunstobjekte (z. B.: Uhrenobjekte 1987) und Kunstaktionen.
Im Jahr 1996 brannte die venezianische Oper „La Fenice“ bis auf die Grundmauern ab. Dieses Ereignis veranlasste Holdhaus, einen Bilderzyklus „La Fenice“ zu malen, den er ein Jahr später im Palazzo di San Marco in Venedig ausstellte. Die Ausstellung wurde von Massimo Cacciari, dem damaligen Bürgermeister von Venedig eröffnet.
Den Zyklus „Die Küsser von Wien“ widmete Holdhaus seinem Freund Hans Hölzel (Falco), entstanden nach Gesprächen über die in beider Augen verlogene Wiener Gesellschaft („Bussi-Bussi-Gesellschaft“). Präsentiert hat Holdhaus diesen Zyklus 1996 in der Galerie LINEA 70 in Verona. Die Vernissage eröffnete passenderweise Österreichs bekanntester Gesellschaftsreporter, „Adabei“ Roman Schliesser. An diesem Zyklus arbeitete Holdhaus noch weitere fünf Jahre.
Bereits 1994 kreuzten sich die künstlerischen Gedanken der beiden zum Thema „TITANIC“. Während Falco seinen Hit „TITANIC“ schreibt, malt Holdhaus den gleichnamigen Bilderzyklus. Er zeigt die Eitelkeit und Überheblichkeit der Menschen gegenüber der Natur auf und hinterfragt, warum immer viele Menschen sterben müssen für die Gier nach neuen technischen Errungenschaften. Gefaltete Papierschiffchen sollten die Hilflosigkeit der Menschen darstellen. Hans Hölzel eröffnet diese Ausstellung am 28. September. Wieder wird es ein schicksalhafter Tag. Das berühmte Passagierschiff „ESTONIA“ versinkt im Meer mit 852 Opfern. Das größte Schiffsunglück in Europa der Nachkriegszeit.
1998 erregte Holdhaus mit seiner Kunstaktion „Golden Peaks Worldwide – zum Schutze des Wassers“ große Aufmerksamkeit. Auf jedem Kontinent sollte eine Bergspitze als Symbol für die Wichtigkeit der sauberen Natur als Filter des Wassers vergoldet werden. Bei einer Pressekonferenz in Wien präsentiert Holdhaus das Projekt für den Kontinent Europa – die „Vergoldung des Großglockners“.
Anlässlich des Weltwassertages 1999 präsentierte Holdhaus seinen Bilderzyklus „Wasserformationen“ in der UNO-City Wien im Beisein von Kofi Annan und verwandelte mit Lichtprojektionen den ganzen Gebäudekomplex in einen tosenden Wasserfall.

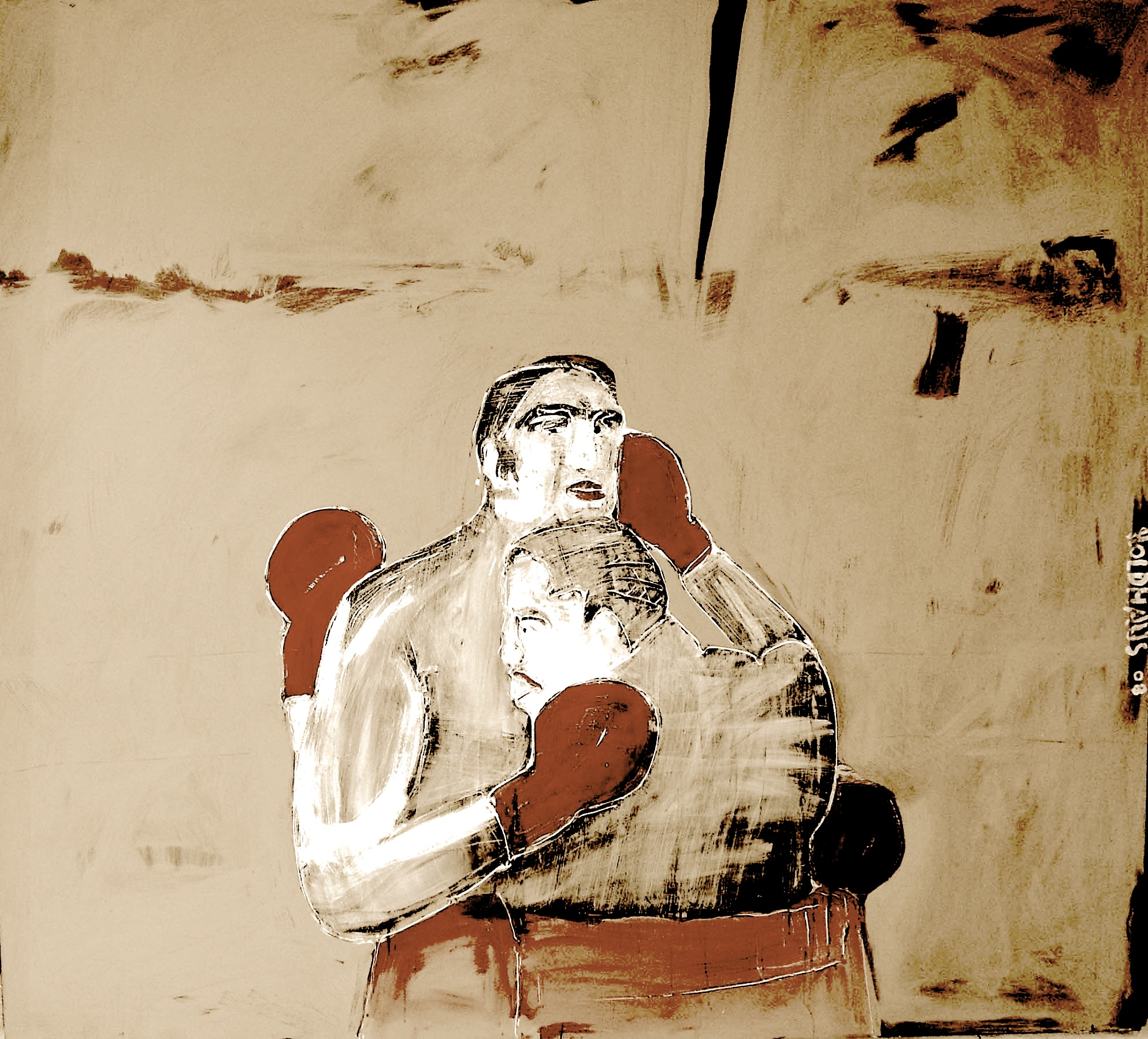
„Die Weltmeister“ (2004)

Bei der MAK (Messe für zeitgenössische Kunst) 2004 stellte die Galerie Fichtegasse 1 seinen Bilder Zyklus "Die Weltmeister" vor. Dieser Zyklus widmet sich der Einsamkeit der Boxer im Ring. Um dieses Thema handelt auch die Folge „Schwergewicht“ der Serie „Trautmann“, für die Holdhaus 2004 einmalig zur Schauspielerei wechselte und die Rolle des Ringarztes übernahm.
Anlässlich des Mozartjahres 2006 präsentierte Holdhaus den Zyklus „So sah Mozart wirklich aus“ im Rahmen seiner Kunstaktion „Leichenschmaus und Totentanz“ am Todestag von Mozart, dem 5. Dezember in der Domgasse in Wien, wo Mozart geboren wurde.
2013 bis 2014 malte er am Zyklus „Die lebenden Litfaßsäulen“. Eine kritische Auseinandersetzung mit dem Hype sich tätowieren zu lassen. Im Rahmen seiner Ausstellung zu diesem Thema in der Ottakringer Brauerei ließ sich Rudi Holdhaus live das Bild „Carin“ aus diesem Zyklus tätowieren.
Bei dieser Ausstellung wurden auch erstmals und einmalig die Gemeinschaftswerke „Change“ von ihm und Erwin Steinhauer präsentiert. Diese Bilder entstanden ursprünglich 2004, als Steinhauer im Volkstheater in Bauers Stück „Change“ den Maler Blasi spielte. Steinhauer musste innerhalb von drei Minuten jeweils ein Bild malen. Holdhaus, der Steinhauer die Technik dafür beibrachte, überarbeitete diese in Folge.
Im Jahr 2015 erzählte Holdhaus im Rahmen einer ORF-Serie über österreichische Städte und Bezirke Wiens in der Folge „Meine Leopoldstadt“ über Geschichten und seine persönliche Beziehung zum zweiten Wiener Gemeindebezirk, in dem er geboren und aufgewachsen ist.
Rudi Holdhaus lebt und arbeitet in Wien.

## Ausstellungen und Kunstaktionen
Holdhaus' Werke waren seit 1965 in zahlreichen Ausstellungen und Kunstaktionen national und international zu sehen.

## Auszug von Veröffentlichungen
- 1986: "70 österreichische Kunstseelen sprechen", "Das offene Auge", Werner Graf und Engelbert Theuretzbacher (Hrsg. und Verlag), Wien
- 1989: "MAC 2000 Art '89" IMPRIMERIE Polycolor (Hrsg. und Verlag), Grand Palais, Paris
- 1989: "Vernissage, Magazin für aktuelles Ausstellungsgeschehen", 10/1989, Nr.: 8, Jahrgang:9
- 1999: "4 Bildbände als Buchband in Kassette", Rudi Holdhaus (Hrsg.), Wien
- 2004: "Quelle-Kunstsammlung" mit handsignierten Drucken, Quelle (Hrsg.), Wien
- 2009: "Mein Weg zur Kunst – Die Sammlung der H.M.Z. Privatstiftung", Helmut Zoidl (Autor), Helmut A. Gansterer (Hrsg.), OO MHZ (Verlag), Wien
- 2010: AUSTRIAN STYLE, "Tradition trifft Moderne", Brandstätter (Verlag), Wien